# ダイニック
ダイニック株式会社は、各種クロス類・コンピュータリボン・床材・衣料芯地・不織布・ビニルクロスの製造・販売を手がける企業。本社は京都府京都市右京区と東京都港区に置く。

## 概要
書籍装幀用クロス（ブック・バインディング・クロス）のトップメーカーとして知られる。不織布やビニル製品にも進出し、最近では情報関連や車輛関連にも注力、コンピュータリボンやインクリボン、自動車の内装材、空調フィルターなどの分野でも伸びている。ユニークなところでは、携帯電話や音楽プレーヤーなどに使用される有機EL装置内になくてはならない除湿シートなどの新分野も生まれている。
子会社14社、関連会社3社とともにグループを構成する。

## 沿革
- 1919年（大正8年）- 京都市西陣にて日本クロス工業として創立する。ブック・バインディング・クロスの生産を開始する。
- 1928年（昭和3年）- 天神川工場（京都府葛野郡京極村字川勝寺小字宮ノ東1）を建設する。
- 1929年（昭和4年）- 天神川工場を拡大、本社工場として、西陣から全面移転する。
- 1932年（昭和7年）- タイプライターリボンの生産を開始する。
- 1948年（昭和23年）- 東京出張所を開設。
- 1949年（昭和24年）- ビニル製品の生産を開始する。
- 1951年（昭和26年）- 株式を上場。
- 1952年（昭和27年）- 東京工場を建設する。
- 1956年（昭和31年）- 狭山工場を建設する（1996年に埼玉工場に統合）。不織布事業に進出。
- 1957年（昭和32年）- 不織布の生産を開始する（国産初）。
- 1964年（昭和39年）- 深谷工場を建設する。
- 1966年（昭和41年）- 織物接着芯地の生産を開始する（国産初）。
- 1967年（昭和42年）- 台湾科楽史工業股份有限公司を設立。
- 1968年（昭和43年）- 「レクトラシール」の技術契約を締結。
- 1970年（昭和45年）- 真岡工場竣工。
- 1973年（昭和12年）
  - 「ニックセブン」を開発。
  - NC STAFLEX CO.,PTE.,LTD（シンガポール）を設立。
- 1974年（昭和49年）- ダイニック株式会社に商号変更。
- 1978年（昭和53年）5月 - 京都工場の、滋賀工場への全面移転が完了[1][注釈 1]。
- 1982年（昭和57年）- 京都および東京の2本社制を採る。
- 1996年（平成8年）- 深谷工場を拡大。東京工場を集約移転して、埼玉工場とする。
- 2003年（平成15年）- 大平製紙[注釈 2]を吸収合併する。
- 2011年（平成23年）
  - 東京本社・埼玉工場において「FSC/CoC認証」を取得。
  - 東京本社およびグループ2社が新橋新御成門ビルに移転。
- 2016年（平成28年）- 王子工場、食品用のアルミ箔蓋材と塗工紙の製造において「FSSC 22000（英語版）認証」を取得。
- 2019年（令和元）- 創立100周年を迎える
- 2020年（令和2年）-「ダイニック100年史」を刊行する。
- 2021年（令和3年）- 京都本社事務所を1階に開設した「ニックレジデンス京都」が完成。

## グループ
国内
- ダイニック・ジュノ株式会社
- 大和紙工株式会社
- ニックフレート株式会社
- ダイニックファクトリーサービス株式会社
- オフィス・メディア株式会社
- 大平産業株式会社

海外
- 台湾科楽史工業股份有限公司
- NC STAFLEX CO.,PTE.,LTD.
- DYNIC(HK) LTD.
- DYNIC USA CORP.
- THAI STAFLEX CO.,LTD.
- DYNIC(U.K)LTD.
- 大連大尼克辧公設備有限公司
- 昆山司達福紡織有限公司
- 達妮克国際貿易（上海）有限公司

## 主な商品
- 出版用途
  - 書籍装丁用クロス
  - 教科書用クロス
- 文具紙製品用途
  - パッケージ用クロス
  - ファイル・バインダー用クロス
  - 手帳用クロス
  - ノベルティグッズ
- 情報関連用途
  - 銀行通帳用クロス
  - 印字記録用品（インクリボン、熱転写リボンなど）
  - 印刷用フィルム
  - 磁気製品
  - 名刺・葉書プリントシステム
  - 有機EL用水分除去シート
- 衣料用途
  - 表示ラベル用素材
  - 接着芯地
  - 不織布芯地
- インテリア用途
  - 不織布床材（ニードルパンチカーペット）
  - タイルカーペット
  - 人工芝
  - 壁装材（壁紙）
  - 養生材
  - ブラインド
- 産業用途
  - ターポリン
  - テント材
  - 土木用シート
  - フィルター
- 車輛関連用途
  - 自動車内装材（天井材、カーペット、ドア、シート材など）
  - エンジンフィルター
- 生活資材用途
  - 介護・健康器機用素材
  - 消臭・脱臭素材
  - 食品用包材
- 環境保全用途
  - 抗菌加工製品
  - リサイクル（トナーカトリッジなど）
  - 生分解プラスチック

その他